# 李自倫
李自伦（?—?），五代十国深州（治今河北省深州市）人。
后晋时李自伦为深州司功参军。以孝义闻名，六世同居，天福四年（939年）正月，尚书户部奏：“深州司功参军李自伦六世同居，奉敕准格。按格，孝义旌表，必先加按验，孝者复其终身，义门仍加旌表。得本州审到乡老程言等称，自伦高祖训，训生粲，粲生则，则生忠，忠生自伦，自伦生光厚，六世同居不妄。”石敬瑭下敕书，以所居飞凫乡改为孝义乡，匡圣里为仁和里，准式旌表门闾。

## 延伸阅读
[在维基数据编辑]
 《新五代史/卷34》，出自歐陽修《新五代史》